# Савромат I
Савромат I (Тиберий Юлий Савромат I) — царь Боспорского государства в 93—123 годах.

## Биография
Савромат I происходил из династии Аспургов. Сын царя Рескупорида II. Вёл напряженную борьбу против тавроскифов, в которой Боспор одержал победу. С правлением Савромата I связан период экономического подъёма Боспора. Известен из монет, на которых чеканились символические изображения его побед над местными племенами.
В 98 году встретил римское посольство во главе с Марком Ульпием Примом по поддержке Рима в будущей войне с даками. Несмотря на то, что Савромат I не дал согласия на участие боспорского войска в войне с Дакией, ему удалось получить дипломатическую поддержку Боспора. В 100 году царь даков Децебал отправил посольство к Савромату I с предложением союза и войны с римлянами, но царь Боспора медлил с ответом. В 101 и 105 годах он всё-таки предоставил помощь воюющим с римлянами дакам, послав продовольствие. Тогда император Траян перевёл в Херсонес Таврический и Троезмис Вторую когорту лукенсиев, усилив гарнизон центурией биканов. Херсонеситы выделили римлянам участок в пределах городских стен для постоянного военного лагеря. Римские войска прошли по Таврике и подчинили шесть племён и их города: Ассираны, Стактары, Калиорды, Акисалиты, Аргокины и Хараины. В городках Евпатории и Дандаке римляне обустроили военные лагеря. На открытое столкновение с римлянами Савромат I не пошёл. После поражения Децебала и присоединения Дакии к Римской империи Савромат I сумел сохранить свою власть, полностью подчинившись Риму.
Одновременно начинаются финансовые проблемы, с которыми Савромат I пытался бороться, уменьшая долю золота в монетах: с 63—70 % до 50 %.